# 2MASS J16000548+1708328
2MASS J16000548+1708328 ist ein zwischen 80 und 170 Lichtjahre von der Erde entfernter Brauner Zwerg im Sternbild Schlange. Er wurde 2000 von J. Davy Kirkpatrick et al. entdeckt.
Er gehört der Spektralklasse L1.5 an. Seine Position verschiebt sich aufgrund seiner Eigenbewegung jährlich um 0,01771 Bogensekunden.